# Trévenans
Trévenans település Franciaországban, Territoire de Belfort megyében. Lakosainak száma 1290 fő (2022. január 1.). Trévenans Dambenois, Nommay, Bermont, Bourogne, Châtenois-les-Forges, Sevenans és Meroux-Moval községekkel határos.

## Népesség
A település népessége az elmúlt években az alábbi módon változott:
| Lakosok száma | 1193 | 1207 | 1259 | 1248 | 1266 | 1283 | 1281 | 1286 | 1290 |
|               | 2013 | 2015 | 2016 | 2017 | 2018 | 2019 | 2020 | 2021 | 2022 |